# Oleh Anatolijovics Huszjev
Oleh Anatolijovics Huszjev (ukránul: Олег Анатолійович Гусєв; Szumi, 1983. április 25. –) ukrán válogatott labdarúgó, főként jobb oldali középpályás poszton játszott.

## Pályafutása

### Klubcsapatokban

#### Kezdetek
Pályafutását szülővárosában, Szumiban kezdte, majd 2001-ben mutatkozhatott be az akkor harmadosztályú Szpartak Szumi csapatában. Az ifjú jobbszélső remek teljesítménnyel 31 mérkőzésen 17 gólt szerzett, így számos másodosztályú, illetve élvonalbeli csapat érdeklődését keltette fel. A 2002–2003-as szezon kezdetén a Boriszpilben járt próbajátékon, azonban végül a nevesebb Arszenal Kijiv ajánlatát fogadta el.
Az „ágyúsok” csapatában nyújtott remek teljesítménye (23 mérkőzésen szerzett 1 találat) Ukrajna legnevesebb labdarúgócsapatához, a Dinamo Kijivhez repítette.

#### A Dinamo Kijivben
2003 nyarán igazolt a Dinamo Kijivhez, ahol első szezonjában máris kirobbanó sikereket ért el: 27 mérkőzésen 7 góllal a házi góllövőlista élmezőnyében végzett, csapatával előbb bajnoki, később szuperkupa-győzelmet ünnepelhetett.
A kezdeti lendület a következő két idényben sem csökkent. Csapatával 2005-ben kupagyőzelmet, 2006-ban ukránkupa- és ukrán szuperkupa-győzelmet ünnepelt. A kiváló szélsőre ekkor már több európai elitklub is felfigyelt, próbajátékra azonban csak a francia bajnok Olympique Lyonhoz utazott. A labdarúgó-világbajnokságot is megjárt középpályás lyoni szerződés nélkül tért vissza Kijevbe.
A 2006–2007-es bajnoki szezonban Huszjev csapata egyik legjobb játékosa lett, számtalan gólpasszal szolgálta ki a támadókat és segítette a Dinamó-t a „bajnoki triplázás”-hoz: mind a bajnokságot, mind az ukrán kupát, mind az ukrán szuperkupát begyűjtötte.
2008 novemberében egy térdsérülés hosszú időre az ágyhoz szögezte.

## Sikerei, díjai
Dinamo Kijiv
- 3-szoros ukrán bajnok (2004, 2007, 2009)
- 3-szoros ukránkupa-győztes (2005, 2006, 2007)
- 4-szeres ukrán szuperkupa-győztes (2004, 2006, 2007, 2009)

## Külső hivatkozások
- Adatlapja a Dinamo Kijiv oldalán (ukránul), (oroszul), (angolul)
- Adatlapja az ukrán Premjer-liha oldalán (ukránul)